# Kalendárium
A kalendárium egy, az év napjait, évfordulókat, ünnepeket, sok esetben olvasmányokat is tartalmazó évkönyv, melynek elsődleges feladata az idő múlásának jelzése volt.
A szó latin eredetű: calendarium = adósok könyve. Az Ókori római naptárban a hónapnak 3 nevezetes napja -Calendae, Nonae és Idus- közül az első a hónap kezdetét (elseje) jelentette. Ezen a napon hirdették ki, hogy az adott hónap hányadik napjára esik az Idus (13-14-15) és az azt 9 nappal megelőző Nonae (5-6-7). Maga a Calendae (eredetileg dies calendae) szó, a "kikiáltás napja", a calare (calo,-are,-avi,-atus) = kiált, hív, összehív jelentésű ige származéka. Az "adósok könyve" értelmezés viszont arra utal, hogy a római pénzügyi jog szerint a hónap első napján voltak esedékesek az adósságok és azok kamatainak törlesztése.

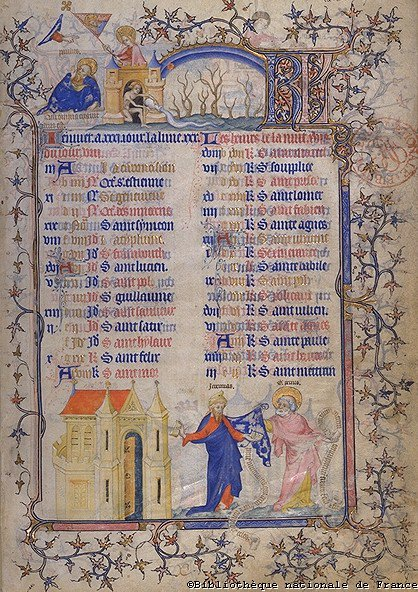
Francia kalendárium az 1300-as évekből

## A kalendáriumok története
A kalendáriumok történetének kezdete a 15–16. század fordulójára tehető, ekkor jelentek meg ugyanis az első, teljes évre szóló naptárak. Ezek később számos információval kibővültek: elsősorban a mindennapi élethez kapcsolódó hasznos tanácsokkal, de – a kor szellemiségének megfelelően – a szentek felsorolásával, egyházi ünnepekkel, és asztrológiai jellegű jóslásokkal is.
Jellemző a kor terjesztési viszonyaira, hogy a kalendáriumokat év közepén adták ki annak érdekében, hogy év végére az ország legeldugottabb részére is megérkezhessen. Magyarországon a kalendáriumok először a pestiek kezébe kerülhettek, majd augusztusra eljutottak a nagyvárosokba is, ahol az úgynevezett kalendárium-vásárokon lehetett hozzájutni.
A 18. században kezdett nőni a szórakoztató irodalmi jellegű tartalom aránya, ami egész egyszerűen a kalendáriumokat kiadók közti konkurenciaharcnak tudható: a népszerű irodalmi műveket is tartalmazó kalendáriumoknak nagyobb volt a keletjük, s a kiadók megkezdték küzdelmüket a vásárlók kegyeiért. Szintén a 18. századra tehető a kalendáriumok tartalmának differenciálódása: míg korábban legfeljebb a kötés volt igényesebb vagy éppen egyszerűbb, a tartalom módosulásával már a művelt rétegek számára kívántak egy hozzájuk közelebb álló kiadványt összeállítani. A kalendárium – a naptárfunkción túli – műveltető és szórakoztató szerepe nem egyszerűen különvált, hanem arányaiban, minőségében módosult.

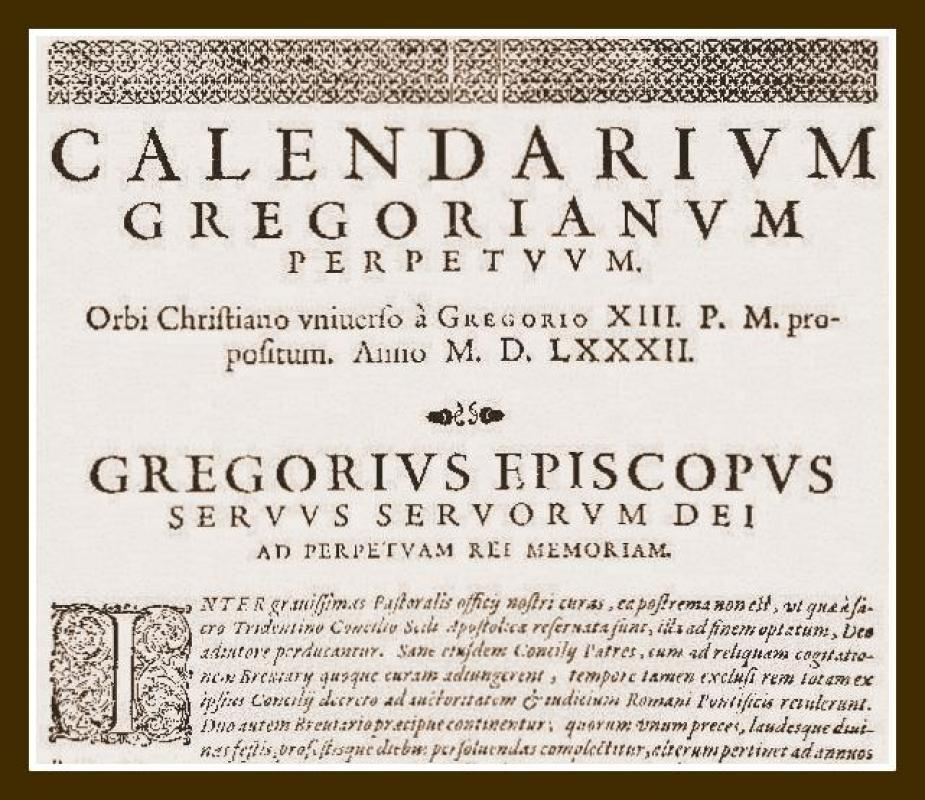
A Gergely-naptárt kihirdető bulla képe 1582-ből

A 19. századra alakult ki az új típusú kalendárium, mely már egyértelműen a polgárosultabb rétegnek szólt. Ezekben a kiadványokban már nem kapott helyet a politikai híranyag, mint korábban. 1850 körül az országban évről évre mintegy félmillió példány kelt el a kalendáriumokból. Ekkorra már számos naptártípus létezett, az egyszerű naptártól kezdve a tréfás, vidám naptáron át a hölgyeknek szóló kiadványokig. A kalendárium ebben az időben már egy hagyományos kommunikációs eszközként viselkedett, mely a polgárosodás időszakának megnövekedett információigényét volt hivatott kielégíteni.
Mára, miután az információs csatornák száma az elmúlt száz évben jelentősen nőtt – rádió, telefon, film, televízió, internet – a kalendáriumok jelentősége csökkent, hiszen azokat az ismereteket, melyek révén korábban oly népszerűek voltak a naptárak, ma már könnyebben, gyorsabban és olcsóbban meg lehet szerezni. Ugyanakkor a kalendárium mint évfordulónaptár ma sem nélkülözhető, hiszen lexikális jellegű tartalmával hagyományos ismeretanyagot tár olvasói elé.

## Naptárak Erdélyben 1918 után
1918 után a Romániába szakadt magyarság körében nagy szerepe volt a nyomtatott magyar naptáraknak, kalendáriumoknak. Az 1918-as államfordulatot követően Monoki István könyvészeti számbavétele szerint a kisebbségi élet 22 éves első szakasza alatt 1940-ig Romániában a naptár fogalmába tartozó kiadványtípusban 213 almanach, évkönyv, kalendárium, könyvnaptár, zsebnaptár, reklámnaptár, gyermeknaptár, dalos naptár, képes naptár, családi naptár jelent meg magyarul.
A korábbi évtizedekben megjelent sorozatos naptárak mellett, mint amilyen az 1920-ban ötvenedik évébe lépő Ellenzék naptára, megjelent Nagyváradon a fiatal Ferenczy György szerkesztésében az Erdélyi írók almanachja, elindult Gyallay Pap Domokos Magyar Nép c. lapjának Erdélyi magyar naptár c. kiadványa (1921–43). Benedek Elek Az én naptáram címmel Baróton nyomott kalendáriuma pedig a Magyarországról hazatérő író népszerűségének új forrása lett, nem hiába fogadták "Éljen a naptárszerkesztő!" kiáltással a gyűléseken. A kisebbségi élet új szükségletei szerint a naptár a szépirodalommal és publicisztikával ötvöződik, s Szenczei László, Fáskerti Tibor, Finta Zoltán, Kacsó Sándor, Kiss Béla, Krón Ernő, Nikodémusz Károly, Pogány Marcell neve tűnik fel a naptárszerkesztők hosszú névsorában. A marosvásárhelyi Árkossy Jenő és Gergely Ferenc adta ki a Magyarok naptárát, Tárcza Bertalan jegyezte a Magyar dalos naptár évfolyamait.
A kisebbségi élet körülményei között szinte évről évre bővültek a különféle naptárkategóriák: tájegységek, felekezetek, mezőgazdasági, ipari és szövetkezeti érdekeltségek, politikai irányzatok, korosztályok szerint, s napi- és hetilapok is vállalkoztak arra, hogy évente könyvnaptárakkal kedveskedjenek olvasóiknak.
Egyes vidékek külön szükségletei szerint jelenik meg Kovásznán Beder Sándor és Havadtőy Sándor szerkesztésében az Erdélyi Kincses Kalendárium, s itt készül egy humoros reklámnaptár is (1924). Kézdivásárhelyen Székely naptár, Bukarestben Magyar vicces naptár (1938), Brassóban Csángó naptár születik, van Temesvárt Bánsági kalendárium, Marosvásárhelyen Nagy Samu nyomdász szerkesztette Képes Székely Naptár (1938–40). Szilágy sem marad le, Szilágysomlyón jelentkezik a Szilágysági Református Naptár. Hasonló a Nagykárolyban kiadott Bereczky József-féle ugyancsak protestáns naptár. Minden történelmi egyház gondoskodik naptárról katolikus, evangélikus, református, unitárius hívei számára; megjelenik magyar nyelvű zsidó naptár is.
Készülnek naptárak különböző társadalmi kategóriák számára is: Kolozsvárt a Minerva 1921-35 között rendszeresen jelentkezik az Erdélyi Gazdák Zsebnaptárával, a Concordia 1933-ban Iparos naptárral keresi fel olvasóit, Nagyvárad pedig Iparos és gazda naptár kiadásával. Elterjedtségével és folyamatosságával tűnik ki a Nagyenyeden szerkesztett Hangya-szövetkezeti naptár (1923–40). A politikai naptárkategóriában feltűnik szerkesztőként, ill. kiadóként Hoffer Géza és Jordáky Lajos neve a hol Bukarestben, hol Kolozsvárt készült Munkás naptár (1935–40) élén. Létezik kimondottan gyermeknaptár, családi naptár (az 1925-re Ferenczy György által szerkesztett Erdélyi magyar családok képes naptára), s Aradon születik meg Lendvay Ferenc szerkesztésében A jó háziasszony naptára (1937).
Könyvnaptáraival jelentkezik az Ellenzék mellett több más napilap is: a Brassói Lapok (1926-28 között a Magyar Gazda Naptárát is kiadja), a Keleti Újság, a Magyar Újság, a Nagyváradi Napló, sőt a szórványmagyarságban a Medgyesi Lapok és Lugoson a Krassó-Szörényi Lapok is biztosít olvasóinak külön naptárt. A legátfogóbb naptártípusok azonban a nagyszebeni Erdélyrészi magyar naptár 1919-es megjelenésétől a hagyományos tordai Erdélyi kalendáriumig az egész erdélyi magyarságnak szánt kiadványok, képes családi naptárak és almanachok.
Az 1940-44 közötti időszakban Dél-Erdélyben, a könyvkiadás és a sajtó lebénulása következtében megnövekedett a naptárak közösségmegtartó szerepe. Vita Zsigmond és Györffi Dénes bibliográfiáiból a Hangya Naptár, a Gazda Naptár, a Református Naptár, a Katolikus Naptár, ill. Népnaptár, az Evangélikus Élet Naptára szinte folyamatos megjelenésére vonatkozólag vannak adataink. De megjelenik a Magyar Néplap Kincses Naptára (1942), a nagyenyedi Diáknaptár (1943/44), a Katolikus Nők Zsebnaptára (1943, 1945) is.
A naptár, ha nem is olyan bőséggel és sokféleségben, de jelen van az 1944-et követő években is, az anyanyelv és nemzeti azonosságtudat, művelődés és társadalmi felelősség első számú védelmezőjeként. Már 1945-re adja ki a Józsa Béla Athenaeum a Munkások és földművesek naptárát, benne Ady Endre, Illyés Gyula, József Attila, Korvin Sándor verseivel, Kovács Katona Jenő, Nagy István, Szenczei László prózai írásaival. A nagy példányszámú Erdélyi gazda naptára 1947-ig tartja magát, egészen az EMGE hatósági feloszlatásáig... Folytatódik a Székely naptár is egy időre, új sorozatát Kiss Árpád jelenteti meg Sepsiszentgyörgyön (1946–48), mintaszerűen iktatva a klasszikus magyar irodalom örökké népszerű anyaga mellé Asztalos István, Bözödi György, Dsida Jenő, Tamási Áron, Tompa László, Nagy István írásait. Megjelennek felekezeti (katolikus és protestáns) naptárak is. Bár a magyar intézmények fokozatos felszámolása a naptárkiadást választékban igen leszűkíti, a hiányok pótlásaként naptárt jelentet meg a Falvak Dolgozó Népe, az MNSZ, az Előre c. napilap. Naptár és tematikus irodalmi antológia is egyszerre az Utunk Évkönyvek sorozata (1968–90), amelynek köteteiben évente felvonulnak egy széles olvasótábor számára a magyar és román szépirodalom és publicisztika jelesei. 1969-től kezdve a Székelyföldön új jelentőségre jut a Hargita kalendárium. A naptárváltozatok időszaki általános bibliográfiája még hiányzik.
A diktatúra bukását követő új időszakban újraéledtek a különféle naptárkategóriák. A városalapító Szent László király emlékére Nagyváradon kiadott Sanctus Ladislaus rex kalendárium (Nagyvárad, 1992) szerkesztője Indig Ottó és Mihálka Balázs.
Naptárakat jelentetnek meg sorozatosan központi és helyi lapok (Romániai Magyar Szó, Hargita, Udvarhelyi Híradó, Népújság, Nagykároly és Vidéke, Bihari Napló), a történelmi egyházak (a római katolikus egyház kiadója, a Gloria, az erdélyi Királyhágómelléki református egyházkerület), a romániai magyar nyelvű Baptista Felekezet Szeretet naptára címmel Nagyváradon. 1994 óta folyamatosan megjelenteti Diákévkönyvét a kolozsvári Tinivár Kiadó, s évről évre felkeresi olvasóit a Nagykendi Kalendárium (az Első 1994-ben). Itt említendő meg az Első Nagygalambfalvi Kalendárium (1992).
"Az emberiség kultúrtörténetéhez kétségtelenül hozzátartozik a naptárak története. Kultúráinknak a korát, egy-egy történelmi vagy tudományos eseménynek, születéseknek és haláloknak az időpontját mind, mind az időszámítás segítségével határozhatjuk meg" – szögezi le a TETT egy írója, s ez kisebbségi időszakaink számbavételére is áll. Erdélyi magyar naptárkultúránkat már csak ezért is be kell iktatnunk irodalomtörténetünkbe.